# Triplophysa venusta
Triplophysa venusta és una espècie de peix de la família dels balitòrids i de l'ordre dels cipriniformes que es troba a la Xina.